# 大里 (いちき串木野市)
大里（おおさと Ōsato）は、鹿児島県いちき串木野市の大字。旧日置郡市来郷大里村、日置郡西市来村大字大里、日置郡市来町大里。郵便番号は899-2103。

## 地理
いちき串木野市の南部、大里川の下流域に位置しており、字域は旧市来町区域の南半分を占める。大里川流域は平野部となっており、多くの水田がある。
字域の北方には湊町、南方から東方には日置市東市来町湯田、東方には川上が接しており、西方には東シナ海が面している。
西部を南北に国道3号が通っており、それに沿って鹿児島本線が通っている。字域内には市来駅が所在しており、国道3号の市来駅入口交差点から市来駅方面に鹿児島県道307号市来停車場線が通る。また、湊町にある市来農芸高校前交差点で国道3号から南方に分岐する国道270号が海岸線にそって南北に通っている。中央部には国道270号のバイパスが通っており、日置市東市来町伊作田で合流している。また、東部の日置市との境界線上を南九州西回り自動車道が南北に通っており、市来インターチェンジがある。
教育施設は北端にいちき串木野市立市来中学校があり隣接していちき串木野市立市来小学校がある。

### 河川
- 大里川
- 重信川

## 歴史

### 成立から町村制施行まで
大里という地名は南北朝期より見え、薩摩国市来院のうちであった。応安5年の市来氏関係文書には「大里村」と見える。
江戸期には薩摩国日置郡市来郷のうちであり、村高は「天保郷帳」では3,201石余、「旧高旧領」では2,445石余であった。

### 町村制施行以後
1889年（明治22年）に町村制が施行されたのに伴い、市来郷のうち湊町、湊村、川上村及び大里村の区域より西市来村が成立し、江戸期の大里村は西市来村の大字「大里」となった。1930年（昭和5年）に西市来村が町制施行及び改名をし、市来町の大字となった。
2005年（平成17年）10月11日には市来町が串木野市と合併し、いちき串木野市の大字「大里」となった。

## 施設

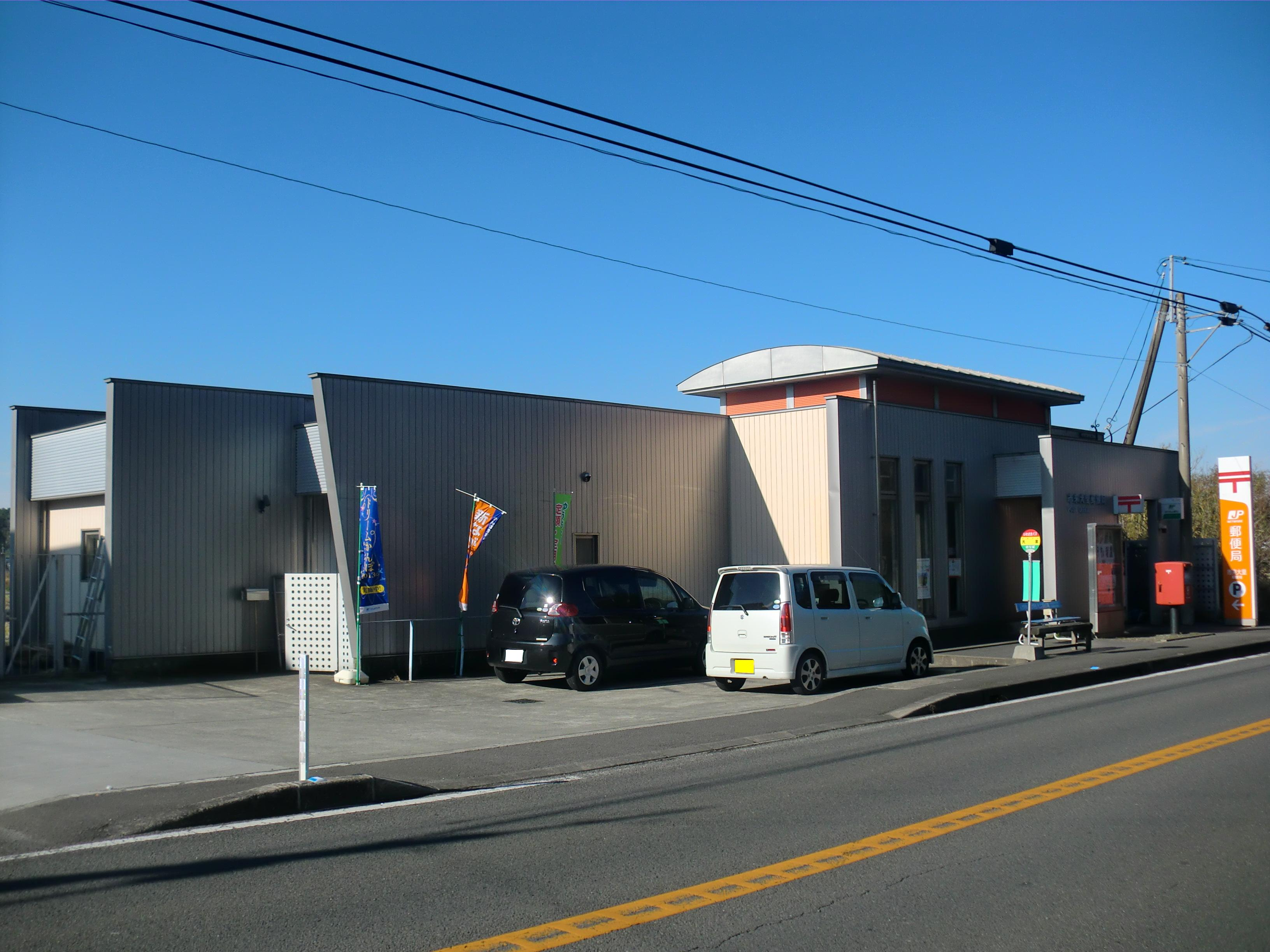
市来大里郵便局

公共
- 市来体育館

教育

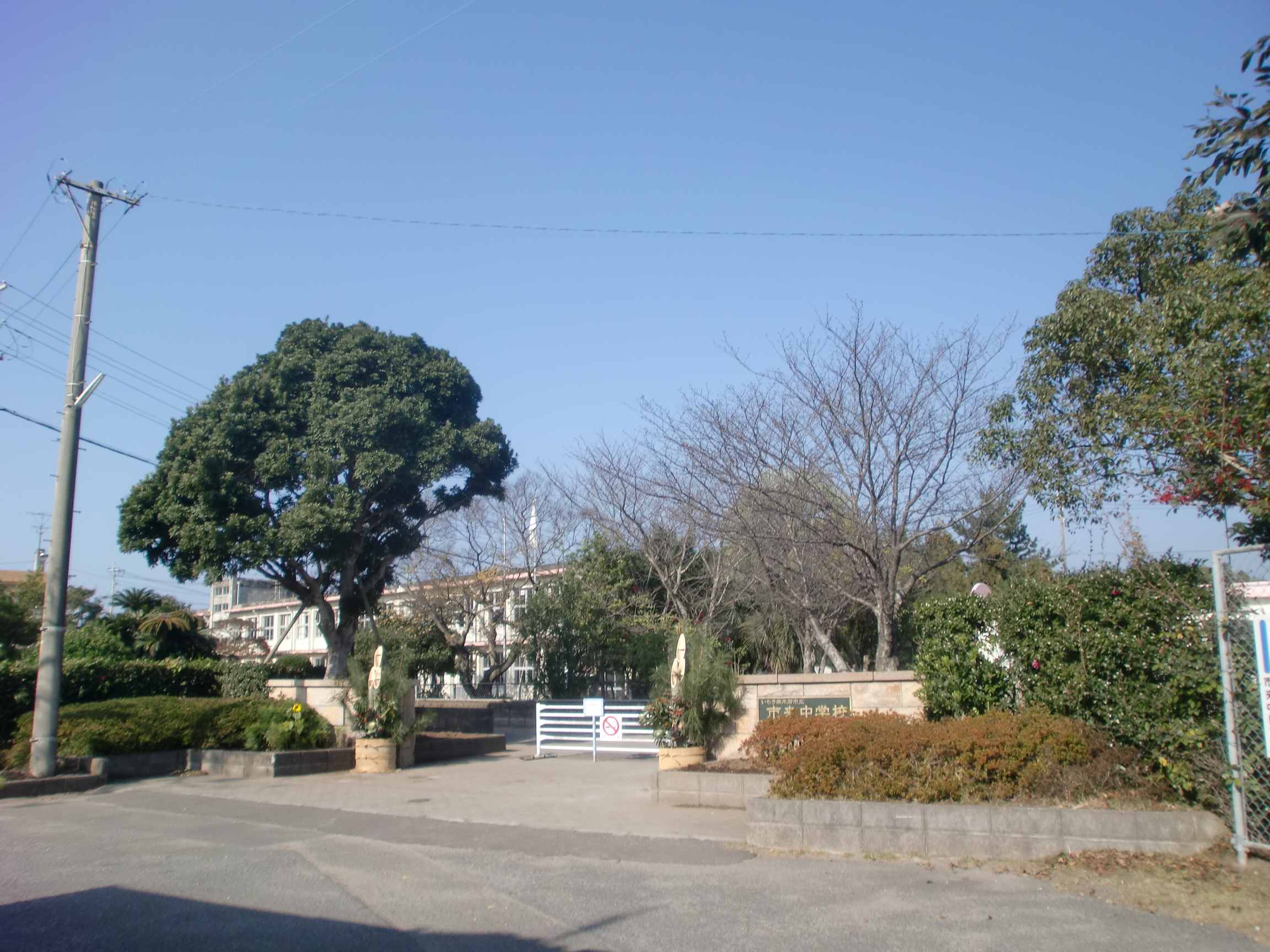
いちき串木野市立市来中学校
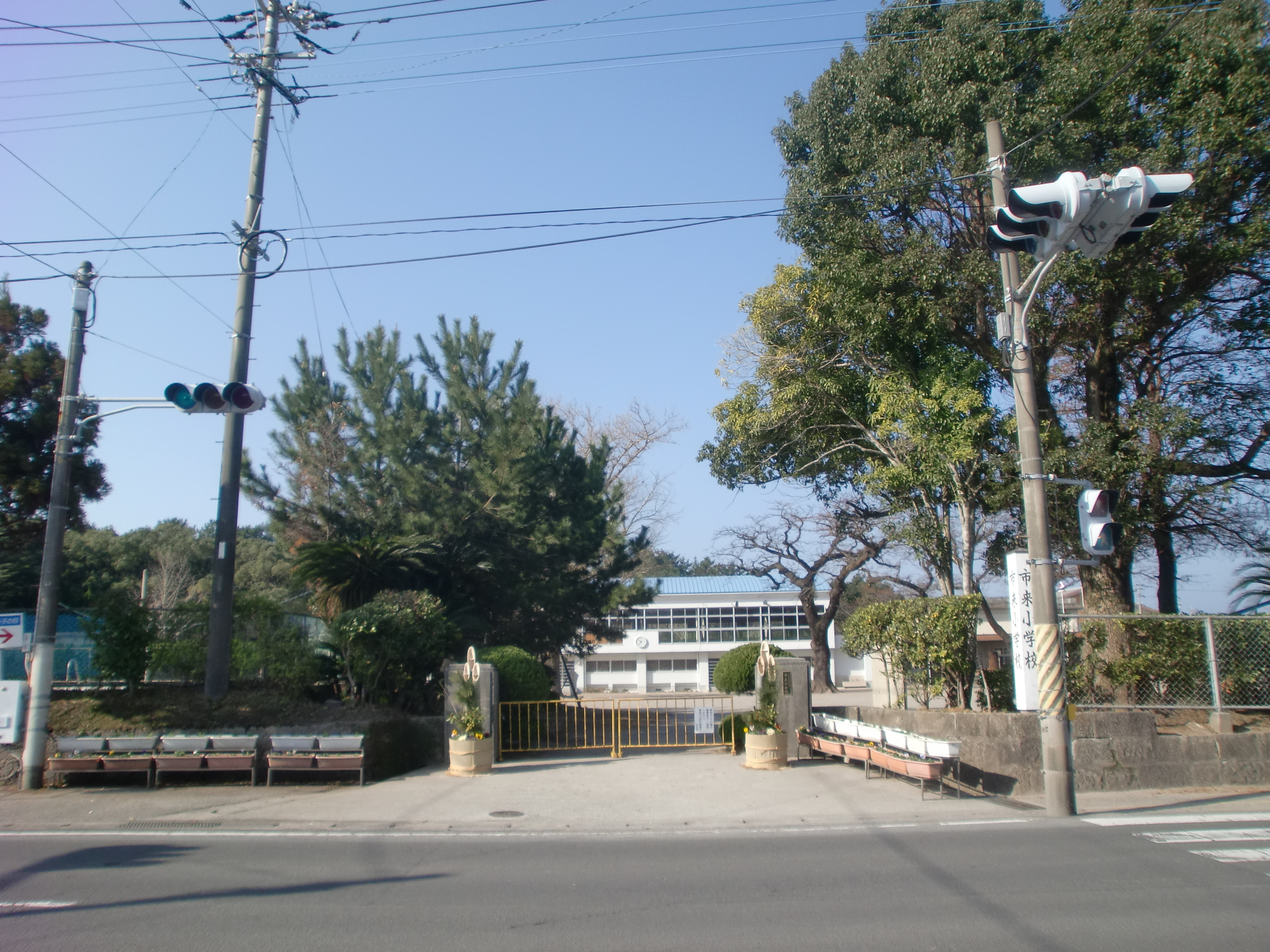
いちき串木野市立市来小学校

郵便局
- 市来大里郵便局

## 小・中学校の学区
市立小・中学校の学区（校区）は以下の通りである。
| 大字 | 番地等 | 小学校                     | 中学校                     |
| ---- | ------ | -------------------------- | -------------------------- |
| 大里 | 全域   | いちき串木野市立市来小学校 | いちき串木野市立市来中学校 |

## 交通

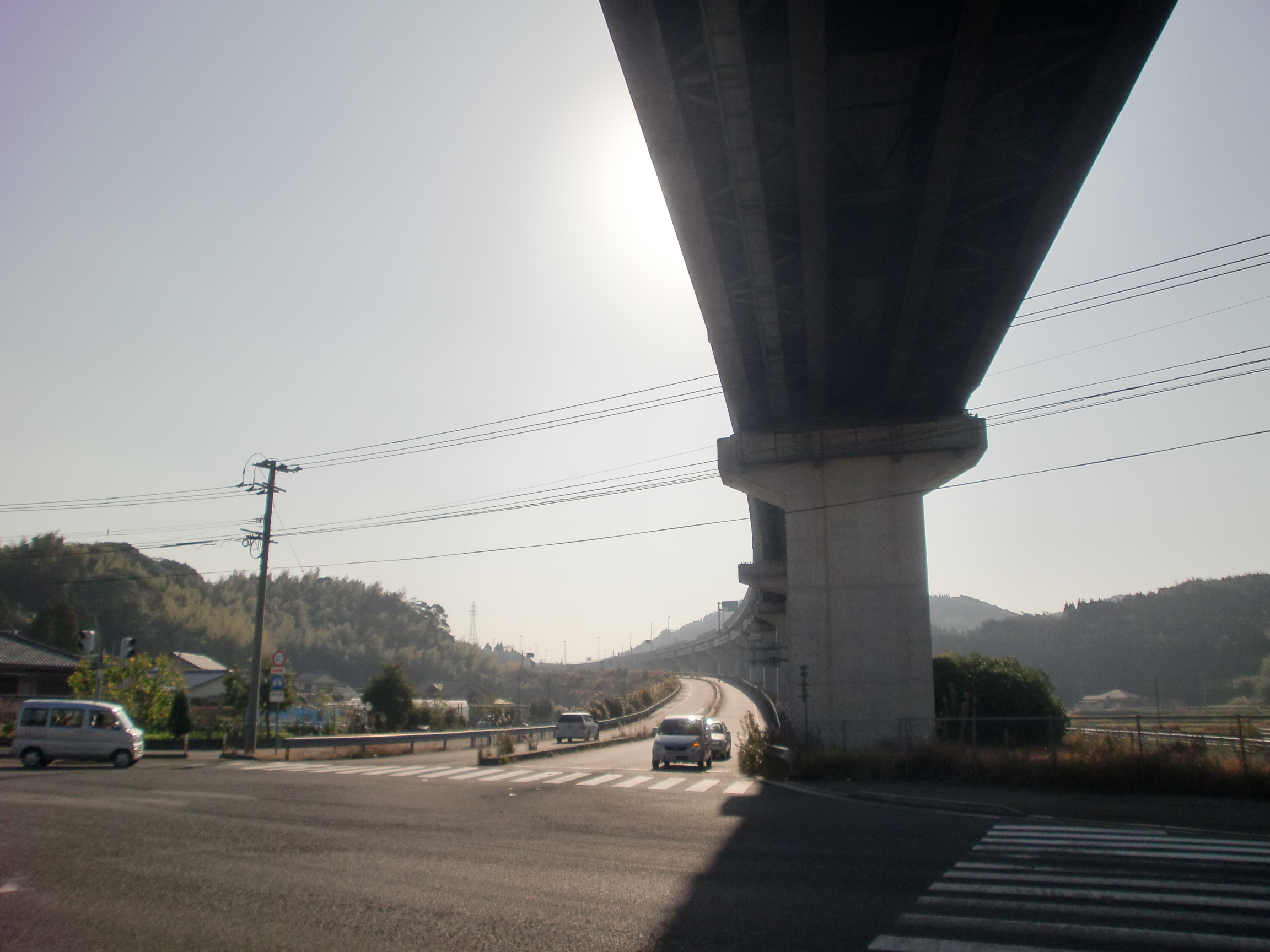
市来インターチェンジ

### 道路
高規格幹線道路
- 南九州西回り自動車道
  - 市来インターチェンジ

国道
- 国道3号
- 国道270号

県道
- 鹿児島県道306号戸崎湯之元停車場線
- 鹿児島県道307号市来停車場線

### 鉄道
九州旅客鉄道鹿児島本線
- 市来駅